# Sidney Lumet
Sidney Lumet (Philadelphia, 25 juni 1924 – New York, 9 april 2011) was een Amerikaans regisseur.
Lumet heeft meer dan 50 films op zijn conto staan. De bekendste werken zijn 12 Angry Men (1957), Dog Day Afternoon (1975) en Network (1976). In 2005 won hij een Oscar voor zijn gehele oeuvre. Lumet was eerst een acteur en later pas regisseur. Zijn vader was een acteur van het Yiddish theater en zijn moeder was een danseres. Lumet maakte zijn debuut in het New Yorkse Yiddish Art Theater. Hij was toen 4 jaar.
Hij overleed in Manhattan door complicaties bij een maligne lymfoom.

## Filmografie
- 1957: 12 Angry Men
- 1958: Stage Struck
- 1959: That Kind of Woman
- 1959: The Fugitive Kind
- 1961: Vu du pont
- 1962: Long Day's Journey Into Night
- 1964: The Pawnbroker
- 1964: Fail-Safe
- 1965: The Hill
- 1966: The Group
- 1967: The Deadly Affair
- 1968: Bye Bye Braverman
- 1968: The Sea Gull
- 1969: The Appointment
- 1970: King: A Filmed Record... Montgomery to Memphis
- 1970: Last of the Mobile Hot Shots
- 1971: The Anderson Tapes
- 1972: Child's Play
- 1972: The Offence
- 1973: Serpico
- 1974: Lovin' Molly
- 1974: Murder on the Orient Express
- 1975: Dog Day Afternoon
- 1976: Network
- 1977: Equus
- 1978: The Wiz
- 1980: Just Tell Me What You Want
- 1981: Prince of the City
- 1982: Deathtrap
- 1982: The Verdict
- 1983: Daniel
- 1984: Garbo Talks
- 1986: Power
- 1986: The Morning After
- 1988: Running on Empty
- 1989: Family Business
- 1990: Q&A
- 1992: A Stranger Among Us
- 1993: Guilty as Sin
- 1997: Night Falls on Manhattan
- 1997: Critical Care
- 1999: Gloria
- 2004: Strip Search
- 2006: Find Me Guilty
- 2007: Before the Devil Knows You're Dead